# Hercostomus yinshanus
Hercostomus yinshanus är en tvåvingeart som beskrevs av Liao, Zhou och Yang 2009. Hercostomus yinshanus ingår i släktet Hercostomus och familjen styltflugor.
Artens utbredningsområde är Guangxi (Kina). Inga underarter finns listade i Catalogue of Life.